# Palm Pre
Le Palm Pre, (écrit avec la typograhie palm prē, prononcé comme le préfix anglais pre, /ˈpriː/, connu sous le nom de code Castle en interne) est un téléphone mobile de type smartphone multimedia conçu et commercialisé par Palm avec un écran "multi-touch" et un clavier rétractable (sliding). Le téléphone a été lancé le 6 juin 2009 et est le premier à utiliser le nouveau système d'exploitation Palm webOS basé sur Linux. Le Pre contient des fonctions telles qu'un appareil photo, un lecteur multimedia portable, un navigateur GPS, et un client Internet (avec SMS, courriel, navigation web, et une connectivité  Wi-Fi locale).
Le Pre a reçu des commentaires positifs de critiques en technologie informatique, gagnant les prix "Best in Show", "Best in Category : Cell Phones & Smartphones" du groupe de presse CNET, et People's Voice pendant le salon informatique CES 2009 en janvier 2009.

## Avantages et Commercialisation
Le Palm Pre a fait son apparition sur le marché américain dès juin 2009, commercialisé avec l'opérateur Sprint où il a eu un véritable succès. Il a depuis été commercialisé dans les pays suivants :
- Le Canada avec Bell Canada depuis août 2009
- L'Allemagne avec Telefonica et Vodafone depuis juillet 2009
- L'Australie avec Vodafone depuis novembre 2009
- Le Royaume-Uni avec Telefonica depuis juillet 2009
- La Roumanie avec Vodafone depuis décembre 2009
- La République tchèque avec Telefonica depuis janvier 2010
- L'Irlande avec Telefonica depuis juillet 2009
- L'Espagne avec Telefonica depuis juillet 2009
- Le Mexique avec Telcel depuis novembre 2009
- En France avec SFR depuis avril (en ligne) et mai (en boutique) 2010. SFR commercialise la dernière version du Palm Pre qui est la version Palm Pre Plus avec la dernière version du système d'exploitation Palm webOS 1.4.1.

Le smartphone a connu un véritable engouement aux États-Unis, présentant de nombreux avantages très appréciés comme la puissance du processeur, le système d'exploitation Palm Web OS permettant de garder en mémoire plusieurs pages simultanément et présentant des graphiques design et ergonomiques, un appareil photo/caméra de 3.2 mégapixels, ou encore un système de rechargement du téléphone sans fil par simple induction magnétique et marquant une ère nouvelle dans le domaine de l'alimentation électrique.
Le Palm Pre Plus a quant à lui été commercialisé sur le marché américain depuis le 25 janvier 2010 avec l'opérateur Verizon Wireless

## Caractéristiques techniques
- Processeur OMAP 3440 de Texas Instrument
- 8 Go de mémoire Flash
- 3G EVDO Rev A
- Wi-Fi 802.11 b/g
- Bluetooth 2.1 stéréo
- GPS
- Appareil photographique numérique de trois mégapixels
- Un port Micro USB (qui sert à la recharge et à la synchronisation)
- Une prise Jack de 3,5 mm
- Un port USB 2.0 qui gère le mode UMS (connexion à des supports de stockage externes)
- Accéléromètre
- Un écran tactile HVGA de 3,1 pouces d'une résolution de 480×320 avec des couleurs 24-bit.

## Partie logicielle
Le Pre est le premier appareil Palm à utiliser webOS, la plate-forme basée sur Linux qui remplace la précédente de Palm appelé Palm OS. Développé à partir de zéro pour une utilisation dans les téléphones mobiles - alors que Palm OS a été initialement conçu pour les PDA - webOS est capable de supporter les applications intégrées de premier niveau, ainsi que des applications tierces.

### Compatibilité ascendante avecPalm OS
Le Palm Pré s'appuie sur un système d'exploitation : WebOS (bientôt revu et amélioré : WebOS 2).
En l'état la large logithèque existante pour PalmOS devient inutilisable. Cependant, grâce au logiciel Classic de Motion Apps (archive sur web.archive.org), cette logithèque redevient accessible, permettant aux utilisateurs de PalmOS (Tréo, Palm V, etc.) de continuer à utiliser leurs logiciels tout en bénéficiant de la puissance du Palm Pré. Malheureusement ce logiciel ne fonctionne qu'avec webOS 1.x parce que Palm a retiré le fichier de la ROM Palm OS 5 dans webOS 2.X (source).

### Interface
L'interface de webOS est basé sur un système de «cartes» utilisés pour gérer le multitâche. webOS supporte aussi les gestes multi-touch, permettant la navigation en utilisant l'écran tactile. Le Pré ne fournit pas en standard un clavier virtuel, uniquement un clavier physique coulissant à glissière orienté en mode portrait. Pour l'avoir sur l'écran, un clavier virtuel est intégré dans le code et peut être mis à disposition par un patch tiers appelé On Scren Keyboard. Il y a des centaines de "patches" de tiers qui permettent aux utilisateurs de personnaliser l'ergonomie et l'interface du Pre.

### Synergy
webOS fournit une fonctionnalité appelée Synergy qui intègre les informations provenant de nombreuses sources. webOS permet à un utilisateur de se connecter à des comptes Gmail, Yahoo!, Facebook, LinkedIn, et Microsoft Outlook (via Exchange ActiveSync). Les contacts de toutes les sources sont ensuite intégrées dans une seule liste.

### Synchronisation
Le Pré utilise le modèle des services de l'informatique en nuages (cloud computing), mais n'utilise pas de client de synchronisation sur un ordinateur de bureau (dans le style de la méthode de synchronisation HotSync de Palm).
Palm a référencé un certain nombre de solutions pour les utilisateurs qui ont besoin de synchroniser avec leur logiciel de bureau comme Palm Desktop (en), Microsoft Outlook, ou IBM Lotus Notes. En outre, Mark/Space, Inc.  a annoncé le logiciel de synchronisation de bureau appelé The Missing Sync pour Macintosh et MS Windows, et Chapura a annoncé deux logiciels pour Ms Windows : un pour synchroniser le Palm Pre avec Outlook et dont le nom est PocktMirror pour Palm WebOS et un autre pour synchroniser le Palm Pre avec Palm Desktop dont le nom est  
Echo for Palm Desktop pour Palm WebOS. . Palm a offert un guide en ligne pour aider ses clients à migrer leurs données vers les services en ligne (cloud computing).

#### Synchronisation Itunes

##### Par le passé
Palm a annoncé que le Pre sera capable d'être « transparent(seamlessly) » à la synchronisation avec iTunes d'Apple via sa fonctionnalité Media Sync,.  Après une première tentative d'Apple de désactiver cette fonctionnalité, le Pre a atteint de nouveau cet objectif en changeant ses identifiants (ID) USB de produit et de fournisseur par ceux d'un iPod d'Apple, c'est-à-dire ceux qui permettent d'imiter ou « usurper » ceux de l'appareil d'Apple,.  La mise à jour vers iTunes 8.2.1 avait désactivé la synchronisation avec le Pre.  La mise à jour de WebOS en version 1.1.0, publiée par Palm le juillet 23, 2009, rétablit la synchronisation iTunes en mode natif, mais des applications tierces peuvent encore être utilisées pour synchroniser iTunes avec l'appareil (le Pre) utilisant les versions précédentes de WebOS. Dans le même temps, Palm a signalé Apple à l'USB Implementers Forum parce qu'elle trouvait qu'Apple faisait une mauvaise utilisation de l'ID du vendeur (USB) afin d'identifier les appareils reliés à l'interface USB. 
Toutefois l'USB Implementers Forum a répondu que Palm avait détourné l'identifiant USB du fournisseur et qu'Apple avait raison. Apple a répondu de nouveau le 9 septembre 2009, avec la sortie d'iTunes 9 pendant l'évènement appelé 'It's only Rock and Roll' (NdT : "Ce n'est que du Rock et Roll"). Effectivement la nouvelle version d'iTunes re-bloque de nouveau la synchronisation du Pré avec iTunes. Le 22 septembre 2009, l'USB Implementers Forum indiqua qu'il n'avait trouvé aucune malversation de la part d'Apple et par contre a demandé à Palm de s'expliquer sur ses violations présumées des règles du forum USB en imitant l'identifiant fournisseur (Vendor ID) USB d'Apple.

##### Actuellement
Il est possible d'acheter, grâce à un smartphone Palm, des fichiers musicaux mp3 sur l'application MP3 d'Amazon ou chez d'autres fournisseurs.
Ces fichiers musicaux seront alors stockés sur le smartphone Palm.
Afin de faciliter l'utilisation du Palm, Palm fournit un assistant de musique Palm (Palm Music Assistant) qui permet de déplacer les fichiers musicaux du téléphone Palm webOS vers la bibliothèque iTunes sur ordinateur. Il est aussi possible d'effectuer le transfert en utilisant la fonctionnalité qui transforme le téléphone en clé USB lorsqu'il est connecté à l'ordinateur.
Il suffit alors de faire un glisser/déposer des fichiers musicaux du disque de l'ordinateur vers l'espace de stockage du téléphone qui est reconnu comme une clé USB, mais l'utilitaire Palm Music Assistant automatise le processus.
Cet assistant Palm pour MS Windows se télécharge via l'URL www.palm.com/music-assistant-fr.
Ce logiciel Palm nécessite Itunes 7 ou supérieur pour fonctionner.

### Applications tierces
Des éditeurs tiers ont la possibilité de développer des applications web qui fonctionnent au sein de webOS. En outre, Palm a annoncé qu'ils ont formé un partenariat avec certains éditeurs tiers de confiance auxquels ont été donnés un plus grand accès aux fonctionnalités du Pré. À son lancement, 18 applications étaient disponibles dans le catalogue d'applications Palm App Catalog. À la date du 1er avril 2010, il y avait plus de 4 800 applications officielles disponibles dans le Palm App Catalog. L'une des applications, disponibles à son lancement, est "Classic", un émulateur Palm OS (pour 29,99 $) qui peut faire fonctionner un grand nombre des 50 000 applications environ pour Palm OS. Lorsque Palm a annoncé le Pre Plus et le  Pixi Plus, ils ont aussi annoncé plus de 20 jeux en 3D pour le Pré. Les plus populaires sont Need for Speed, Sims 3, SimCity, Tom Clancy's HAWX, et Real Soccer 2010.

### ApplicationsHomebrew(Gratuites)
Un logiciel homebrew est un logiciel ou jeu gratuit (plus souvent un Freeware) qui propose des fonctionnalités inédites ou payantes ailleurs.
Une autre façon d'installer des applications tierces en dehors du catalogue officiel Palm appelé Palm App Catalog est d'utiliser les applications du Homebrew App Catalog. Ces applications Homebrew s'installent via l'application Preware dont l'installation sur le Palm Pre est decrite dans ce tutoriel en français du site PalmPre France. Beaucoup des plus importantes applications HomeBrew ont été développées par l'équipe des développeurs de WebOSInternals.
Cette communauté Homebrew a créé des applications, des correctifs/rustines (patchs) et des thèmes. Elle a aussi packagé des jeux comme Doom, Quake 1 et 3, Duke Nukem 3D, Tux Racer, etc ... Des patches (alias "optimisations(tweaks)") qui font des modifications aux applications existantes de Palm pour ajouter ou améliorer des fonctions (par exemple, voir les courriels (courriel (e-mail)) en mode paysage, voir le niveau de la batterie sous forme de pourcentage, augmenter le nombre d'icônes d'applications affichés par page, etc.)
Les thèmes permettent de changer l'habillage graphique de l'arrière plan de WebOS et des icônes pour correspondre à un thème particulier. La source de ces applications Homebrew peut être un certain nombre de différents flux. La communauté Homebrew l'a normalisé sur un seul flux et avec un seul processus d'installation afin que l'installation d'applications, des correctifs et des thèmes puisse être faite à travers de multiples installateurs développés indépendamment et qui peuvent fonctionner de manière interchangeable (par exemple, WebOS Quick Install, Preware, FileCoaster, etc). Cela signifie que l'on peut installer une application / patch avec un installateur et le/la désinstaller ou mettre à jour avec un autre si cela est nécessaire ou désirer.
L'équipe du site Precentral (renommé depuis en webOS Nation) a réalisé une sélection des meilleures applications WebOS en décembre 2009 avec l'article Best Apps of 2009 et février 2010 avec l'article Round Table: PreCentral Editor Top 10 webOS Apps. D'autres site web ont fait aussi une liste des meilleures applications comme Gizmodo avec The 20 Essential Palm Pre Apps (Décembre 2009) et TechWorld avec 10 must-have free Palm webOS apps (Mars 2010).
Palm a annoncé qu'il ouvrira ce modèle (HomeBrew) pour le rendre officiel à partir de Décembre 2009 en laissant les développeurs obtenir des URL générées par Palm pour distribuer leurs applications sans avoir à passer par le processus d'approbation officiel du Palm App Catalog, en utilisant donc un processus d'auto-certification (source : lien vers archive sur web.archive.org : Palm to Open Doors to Developer Program in December).

## Activation et simlockage

### Activation et gestion de profil chez Palm
Le Palm Pre nécessite une carte SIM quelconque ou de l'operateur qui l'a vendu s'il est simlocké lors de son premier démarrage. Ensuite après le premier démarrage, le Palm Pre est capable de fonctionner sans carte SIM en mode Wi-Fi par exemple.
Lors de son premier démarrage, il y a une étape impérative dite « d'activation » qui peut être contournée (voir ci-dessous). Lors de l'activation, le Palm Pre va aussi demander à l'utilisateur de créer un profil (nom, prénom, mot de passe, adresse de courriel) chez Palm qui servira à stocker chez Palm vos données et applications webOS. La sauvegarde permet de rapatrier les données sur un nouveau Palm sous webOS en cas de perte ou de casse du Palm Pre. De plus Palm indique qu'avec cette fonctionnalité, il est possible d'effacer vos données à distance sur un Palm Pre perdu ou volé, mais aucune option ne semble apparaitre actuellement sur le site web de Palm pour gérer ce point dans le profil. L'utilisateur ne souhaitant pas que ses données soit stockées dans son profil sur les serveurs de Palm par la sauvegarde tous les jours en ligne, peut désactiver cette option dans l'application Sauvegarde de webOS. Si cette sauvegarde est désactivée, l'application « Sauvegarde » avertit l'utilisateur que toutes ses données existantes seront donc supprimées sur les serveurs de Palm.
La console de gestion de profil Palm est disponible.
L'étape d'activation du Palm Pre et de la présence de la carte SIM peuvent être contourner grâce au logiciel MetaDoctor. Sinon la solution manuelle pour contourner l'activation est décrite.

### Simlockage
Concernant les Palm Pre vendus en France par SFR, il est possible de les acheter non simlockés. Dans le cas d'un achat avec un forfait SFR ou avec une carte avec rechargement SFR (La Carte chez SFR sans abonnement), il sera alors nécessaire d'attendre 3 mois comme le prévoit la loi française pour obtenir un code de désimlockage chez SFR. 
Une solution de désimlockage est rapportée sur le site de webOSNation.com via NextGnServer.

## Palm Pre Plus
Une nouvelle version de l'ordiphone est mise sur le marché américain depuis le 8 janvier 2010. Les différences entre la version Palm Pre et Palm Pre Plus sont,:
- suppression du bouton central (la fermeture des applications ne se fera plus par un bouton mais via l'écran tactile).
- 16 Go de mémoire de stockage au lieu de 8 Go sur le Pre d'origine
- 512 Mo de mémoire vive au lieu de 256 Mo sur le Pre d'origine
- la coque plastique arrière est maintenant compatible avec le rechargement électrique sans contact (via induction électro-magnétique) de la batterie par la station Touchstone.
- le clavier et le mécanisme du clavier coulissant ont été aussi améliorés pour être plus solide[24].
- le marquage en orange des numéros sur le clavier est remplacé par un marguage en gris.
- l'efficacité des touches du clavier a été amélioré.

Il fut vendu en exclusivité avec le Pixi Plus par Verizon Wireless aux USA à partir de fin janvier 2010 et ce pour une durée de 6 mois.
Ce Palm Pré Plus avec le Pixi Plus sera vendu en exclusivité par SFR dans ses boutiques en France à partir du 11 mai 2010 et ce pour une durée de 6 mois.

## Palm Pre 2
La Troisième version du téléphone a été annoncée fin octobre, elle devrait sortir en fin d'année 2010 (décembre) ou au début de 2011 (janvier). Les améliorations par rapport au Palm Pre Plus, en se référençant aux annonces faites par les directeurs marketing et communications de l'entreprise Palm-HP :
- "Un processeur plus puissant" (cela sous-entend, un processeur cadencé à 1 GHz (précédemment 500 MHz).
- "Un écran plus net et plus lumineux" (Cela sous-entend une surface en verre plus plane et plus nette que sur le Palm Pre Plus, on s'attend aussi à une améliioration de la luminosité du retro-éclairage LED et de la technologie de l'écran (LCD ou Amoled) mais pas d'amélioration prévue au niveau du nombre de pixels).
- "Une interface plus fun" (avec l'arrivée de web OS 2.0, le nouveau système d'exploitation des mobiles Palm, précédemment web OS 1.4.5 et des améliorations telles la possibilité de copier/coller).
- Un APN de 5 mégapixels (précédemment 3 mégapixels)
- "L'aspect visuel extérieur  du microphone amélioré"